# Stanisław Oświęcim
Stanisław Oświęcim (lub Oświecim) z Kunowy herbu Radwan (ur. ok. 1605 w Siedliskach-Bogusz koło Pilzna, zm. we wrześniu 1657 w Potoku) – polski podróżnik i pamiętnikarz, łowczy sanocki, dworzanin króla Władysława IV Wazy, marszałek dworu hetmana Stanisława Koniecpolskiego.

## Życiorys
Był synem szlachcica pilzneńskiego Floriana z Kunowy Oświęcima (ur. 1573), i jego pierwszej żony, Reginy z Kralic Śląskiej. Dzieciństwo spędził na wsi, gdzie się urodził, a następnie po 1614 r. rodzice - Florian i Regina, przenieśli się do podkrośnieńskiego majątku Potok, gdzie powrócił (w 1653), jako do ulubionego miejsca swojego pobytu. Miejscowość tę Stanisław później otrzymał w spadku wraz z Turaszówką.
Nauki zaczął pobierać w Kolegium Jezuitów w Jarosławiu. Tam też zdobywał biegłą znajomość łaciny. W okresie studiów (1619) opublikował swój pierwszy utwór ku czci Janusza Pawła Ostrogskiego. Po ukończeniu kolegium służył w wojsku; brał udział w bitwach: ze Szwedami w 1626, przeciwko Rosji 1633, Turcji, z Kozakami i Tatarami.
Następnie rozpoczął służbę dworską. W 1637 wyruszył do Wiednia z poselstwem królewicza Jana Kazimierza po Cecylię Renatę; był potem obecny przy ceremonii zaślubin per procura tejże z Władysławem IV, którego zastępował brat Jan Kazimierz. W kolejnych zagranicznych podróżach towarzyszył magnackim synom wyjeżdżającym na studia, a przy okazji sam zdobywał nowe umiejętności; poznawał języki obce, francuski i włoski.
Po powrocie do kraju w latach 1643–1646 był marszałkiem dworu hetmana Stanisława Koniecpolskiego. W tym czasie, towarzysząc swemu panu we wszystkich podróżach, prowadził Diariusz, który obecnie jest cennym źródłem faktów z życia Stanisława Oświęcima. Znajduje się tam szczegółowy opis wyprawy przeciw Tatarom, tj. kampanii ochmatowskiej (1644), wzmianka o udziale w pogrzebach Cecylii Renaty (1644) i Krystyny z Lubomirskich (1645), drugiej żony Koniecpolskiego.
Następnie towarzyszył młodym Koniecpolskim do Lowanium, gdzie udali się na studia, po czym dołączył do poselstwa udającego się do Paryża po Ludwikę Marię, drugą żonę Władysława IV. W styczniu 1646 w Hamburgu królowa powierzyła Oświęcimowi specjalną misję zawiadomienia króla o jej przybyciu, dostarczenia listów i lekarstw choremu, przebywającemu w Nieporęcie mężowi i następnie udania się z listem do Warszawy, do kanclerza Jerzego Ossolińskiego. Oświęcim wykonał swoją misję, przy okazji dowożąc lekarza do chorego króla, po czym w lutym 1646 z powrotem dołączył do królowej, którą zastał w Neustadt i towarzyszył jej już do końca podróży. Za tę misje kurierską został przez króla specjalnie wyróżniony przywilejem na 2000 zł. Otrzymał też tytuł łowczego sanockiego.

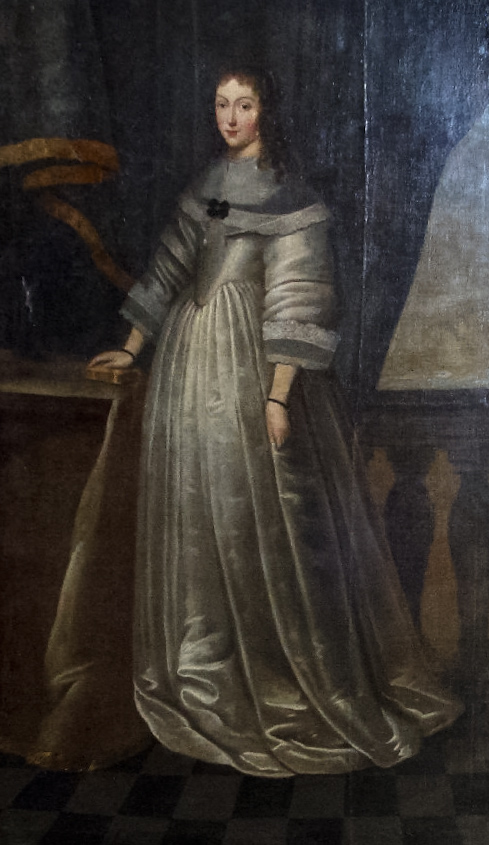
Portret Anny Oświęcimówny

Podpisał pacta conventa Jana II Kazimierza Wazy w 1648 roku.
W Warszawie dowiedział się o śmierci hetmana Koniecpolskiego, więc udał się do Brodów na pogrzeb. Potem pomagał synowi hetmana – Aleksandrowi. Uczestnik antyszwedzkiej konfederacji szlacheckiej w Tyszowcach oraz walk zbrojnych ze Szwedami w 1656 roku. Ufundował w Krośnie przy kościele franciszkanów kaplicę, którą ozdobiły portrety rodziny Oświęcimów: Stanisława w stroju szwedzkim, młodziutkiej Anny Oświęcimówny (1626–1647) – przyrodniej siostry i jej matki Barbary, rodziców fundatora oraz jego brata, Jana. Pod kaplicą wybudowano kryptę grobową, w której w 1647 spoczęła 21-letnia Anna. Stanisław, zmarły bezpotomnie (po napadzie marcowym wojsk Rakoczego na Potok), został pochowany obok niej we wrześniu 1657 r. Jest autorem diariusza, rodzaju pamiętnika, z czasów mu współczesnych.

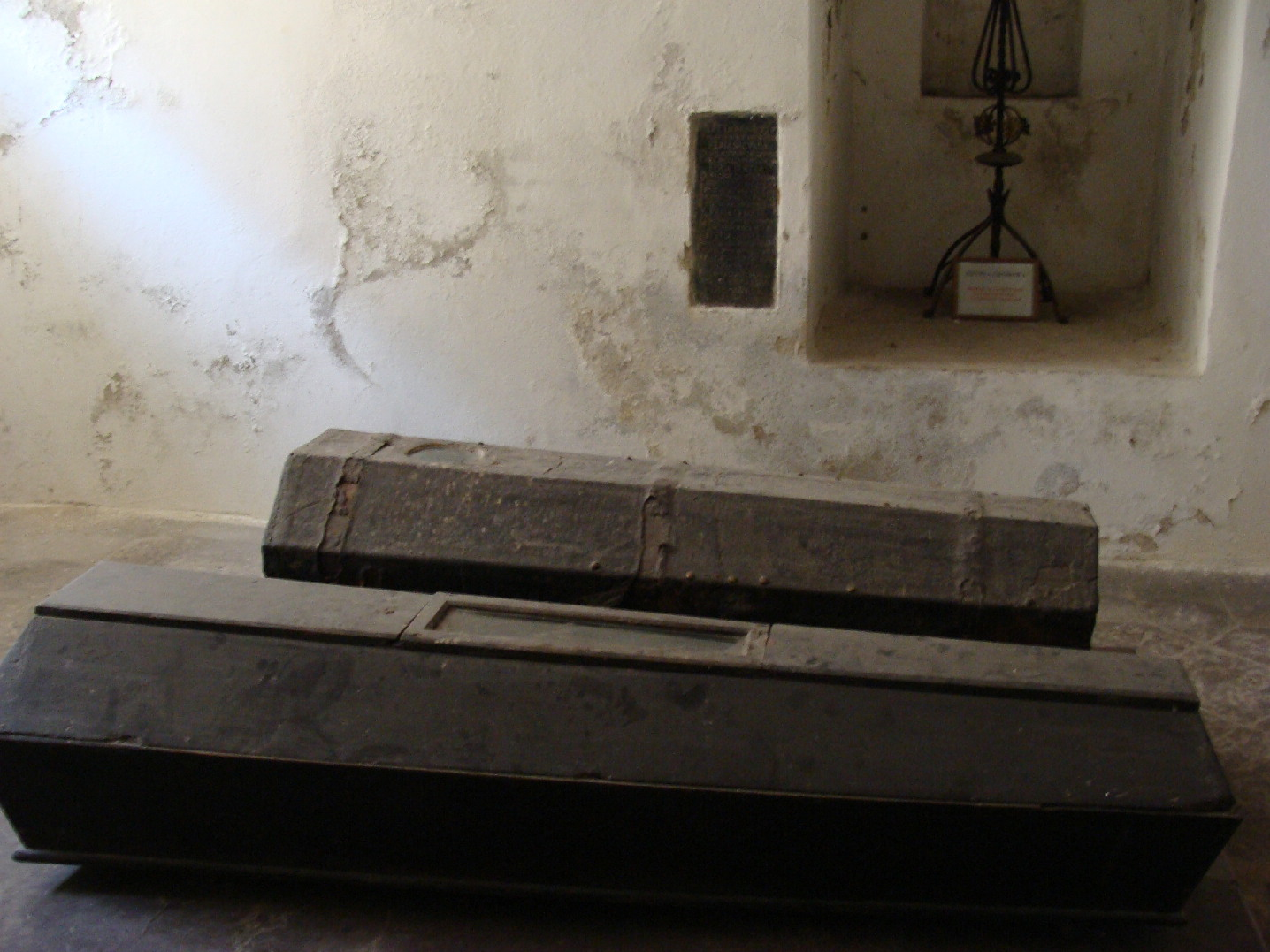
Trumny Anny i Stanisława w krypcie kaplicy Oświęcimów w kościele franciszkańskim w Krośnie

## Legenda o miłości Anny i Stanisława Oświęcimów
Napis na kaplicy grobowej w tłumaczeniu z łaciny (fragment) „...Kaplicę wzniósł ku pamięci Anny z Kunowy Oświęcim - najsmutniejszy brat Stanisław...” dał początek legendzie o miłości do siostry i próbach jej poślubienia, pierwszy raz odnotowanej w 1812 r.. Zyskała ona dużą popularność, a sama kaplica Oświęcimów stała się często odwiedzanym celem turystycznym. Na bazie legendy o kazirodczej miłości powstało wiele utworów literackich i muzycznych: Stanisław Jaszowski – „Powieści historyczne polskie” Anna Libera – Stanisław i Anna Oświęcimy”, Mikołaj Boloz Antoniewicz – „Poemat dramatyczny w 5 oddziałach, Anna Oświęcimówna”, Mieczysław Karłowicz, poemat symfoniczny – „Stanisław i Anna Oświecimowie”. Powstały obrazy i wiersze (m.in. Mieczysława Jastruna i Mirona Białoszewskiego).

## Prace
- Stanisław Oświęcim: Stanisława Oświęcima dyariusz 1643-1651. Kraków: Nakładem Akademii Umiejętności, 1907, s. 427. OCLC 33921069. [dostęp 2010-07-12].
- Stanisław Oświęcim: Z podróży [Stanisława] Oświęcima : Turcya, Francya, Niemcy, Włochy. Lwów: Gubrynowicz i Schmidt, 1875, s. 203. OCLC 249536463.